# Les noces
Les noces (in italiano Le nozze; in russo Свадебка, Svadebka), sottotitolo Scene coreografiche russe con canto e musica, è una composizione di Igor' Fëdorovič Stravinskij scritta fra il 1914 e il 1923; l'opera fu realizzata dai Balletti Russi di Sergej Djagilev con la coreografia di Bronislava Nijinska. Le parti vocali sono tratte da testi popolari russi adattati dallo stesso compositore e in seguito tradotti in francese da Charles-Ferdinand Ramuz. L'autore definì il lavoro come un "divertimento" basato su una cerimonia scenica ispirata a elementi rituali russi. In realtà è difficile catalogare quest'opera in un ambito preciso; è, come dice Robert Siohan: "un ouvrage bien étrange, qui semble, quant à sa forme, devoir échapper à toute définition".

## Storia
Stravinskij pensò ad un lavoro che avesse come soggetto delle nozze contadine russe già dal 1912. Nel 1914, durante il suo ultimo viaggio in Russia, a Kiev, prima dello scoppio della guerra, cercando materiale su questo argomento, il musicista trovò parecchie raccolte di poesie popolari russe che portò con sé al suo ritorno in Svizzera. I testi che egli utilizzò per Les Noces erano tratti soprattutto da un volume di Pëtr Vasil'evič Kireevskij e su di essi iniziò a lavorare a partire dall'inverno 1914-1915 a Clarens in una casa che aveva subaffittato da Ernest Ansermet. Stravinskij terminò la musica di Les Noces in forma pianistica nel 1917 dopodiché fece diversi tentativi di strumentazione pensando inizialmente ad una grande compagine orchestrale, simile a quella de La sagra della primavera. Egli abbandonò però presto questa idea a causa della complessità di lavoro che avrebbe dovuto affrontare e pensò a una strumentazione basata su blocchi polifonici diversi che avrebbero dovuto essere separati sul palcoscenico; anche questa idea venne scartata per la probabile difficoltà che il direttore d'orchestra avrebbe riscontrato nel sincronizzare i diversi elementi.
Per i quattro anni seguenti Stravinskij non lavorò più a Les Noces e si dedicò alla composizione di altre opere tra cui l'Histoire du soldat e Mavra. Il musicista realizzò l'orchestrazione definitiva riprendendola nel 1921 e terminandola solo nel 1923. La partitura finale comprendeva l'uso di quattro pianoforti e un complesso di percussioni molto vario oltre alle parti vocali per coro e solisti. L'opera fu terminata a Monaco il 6 aprile 1923; la parte coreografica fu affidata da Djaghilev a Bronislava Nijinska, le scene ed i costumi a Natal'ja Gončarova. La prima esecuzione avvenne a Parigi il 13 giugno 1923 al Théatre de la Gaîté con la direzione di Ernest Ansermet e come ballerini principali Felia Doubrovska e Léon Woizikowsky.

## Trama
Il balletto è suddiviso in quattro scene che si succedono senza interruzioni:
1. La treccia (Benedizione della sposa)
2. Benedizione dello sposo
3. Partenza della sposa
4. Festa di nozze

Lo sviluppo narrativo è molto semplice: tratta della preparazione e della realizzazione di un matrimonio paesano nella campagna russa e della festa che ne segue.

### Prima scena
Nella casa della sposa, Nastasia, le amiche sciolgono la treccia della fanciulla annodata con nastri rossi e azzurri, simbolo della verginità. La sposa piange, tra timori e speranze, così come vuole la tradizione; le consolatrici cantano in coro ed invocano la benedizione della Vergine.

### Seconda scena
Nella casa dello sposo, Fetis, gli amici e i genitori pettinano e adornano il giovane; insieme invocano la protezione della Madonna. Segue il lamento dei genitori per il figlio che lascia la casa e la loro benedizione per le nozze.

### Scena terza
Lo sposo e gli amici giungono a prendere Nastasia per accompagnarla in chiesa; i genitori benedicono la coppia davanti ad un'icona e le due madri lamentano ancora la perdita dei figli supplicandoli di ritornare a casa.

### Quarta scena
La festa di nozze è la parte più lunga del balletto tanto da costituirne tutta la seconda metà. Tra pranzo, danze e bevute, si susseguono battute e motti di sapore paesano; sono poi ricordati i doveri degli sposi, si fanno raccomandazioni e bizzarre allusioni. Una coppia di commensali più anziani viene mandata a scaldare il letto. I due giovani vengono infine accompagnati nella loro stanza, la porta viene chiusa tra cori di felicità ed il dolce canto dello sposo.

## Analisi

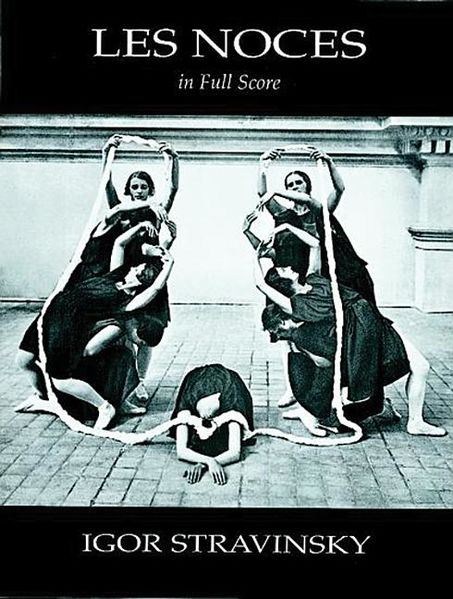
Copertina della partitura 1923

Ne Les Noces la parte cantata è predominante, tanto da susseguirsi senza posa fino quasi alla fine quando ventuno battute  di solo scampanio chiudono l'opera. Come dice Roman Vlad la definizione più esatta di questo lavoro dovrebbe essere 
"Cantata sceneggiata". Nelle intenzioni dell'autore l'opera doveva essere qualche cosa di diverso da un semplice balletto; la parte coreografica non è certamente quella che predomina nell'impressione lasciata a chi assiste allo spettacolo, nonostante le 
notevoli invenzioni della Nijinska; anche il soggetto letterario serve semplicemente come base per le parti cantate che si sovrappongono e si intrecciano costantemente creando difficoltà nella comprensione del testo. La grandezza ed il fascino di Les Noces stanno ancora una volta nell'inventiva musicale di Stravinskij. La grande varietà e quantità di temi melodici, circa quaranta, che si susseguono in tutta l'opera, sono espressione via via del pianto della sposa, del lamento dei genitori, della gioia per la festa, dell'allegria degli amici, delle battute dei commensali. I ruoli vocali sono intercambiabili e non sono quindi legati alle singole parti; quella dello sposo viene cantata inizialmente da un tenore e nella scena finale da un basso, così come il soprano interpreta sia la fidanzata all'inizio che la parte dell'oca nella quarta scena. L'autore voleva infatti che i singoli personaggi assumessero un valore universale e non di particolare individualità, per cui la sposa non è Nastasia e lo sposo non è Fetis, ma sono La Sposa e Lo Sposo in senso lato. La strumentazione particolare, fatta di sole percussioni e di quattro pianoforti utilizzati qui nella loro veste più martellante, è indicativa dell'aspetto predominante che assume il ritmo. Il risultato di tutto questo è, come dice Vlad, "d'uno splendore e d'una brillantezza senza pari. Come è senza pari il dinamismo vitale che pervade questa musica". Così come gli strumenti, anche il canto, tutto basato su delle brevi e continue sillabazioni, crea una pulsazione costante, incrociandosi continuamente con la parte strumentale creando così un effetto polifonico estremamente ricco.

## Organico
La parte vocale è affidata ad un coro misto, un soprano, un mezzo soprano, un tenore e un basso solisti. La singolare compagine orchestrale è costituita da quattro pianoforti, xilofono, quattro timpani, due casse chiare, due tamburi militari, tamburo basco, grancassa, due crotali, piatti, triangolo, campana.

## Altre versioni coreografiche
Les Noces ha avuto diverse realizzazioni coreografiche, pur essendo un lavoro di difficile esecuzione. Da ricordare quella di Jerome Robbins realizzata il 30 marzo 1965 allo State Theatre di New York con l'American Ballet e quella di Maurice Béjart col Ballet du XXe siècle andata in scena una prima volta a Salisburgo nel 1962 e poi all'Opéra di Parigi nel 1966.